# 魯尼茲巴拉
魯尼茲巴拉是伊朗的城市，位於該國南部札格羅斯山脈東南部，由法爾斯省負責管轄，距離首府設拉子120公里，海拔高度1,606米，2006年人口5,991。